# Pipelineläggningsfartyg

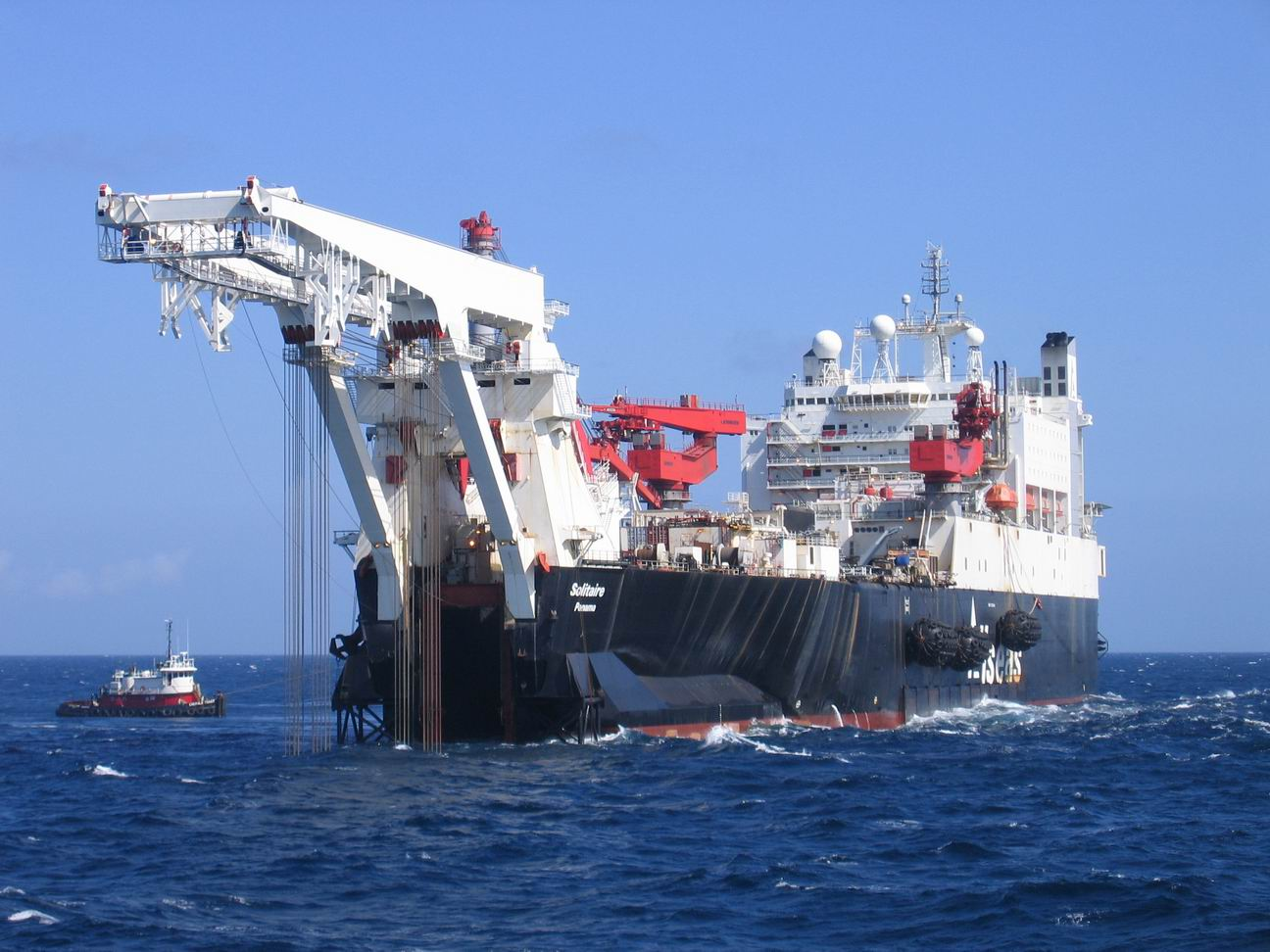
Solitaire från nederländska-schweiziska offshoreentreprenören Allseas, ombyggt fartyg från 1972, tillsammans med bogserbåten Pioneering Spirit.

Ett pipelineläggningsfartyg är ett fartyg, som används för att anlägga rörledningar på havsbotten, bland annat för att förbinda produktionsplattformar för olja med fasta land. För att utföra detta har ett typiskt pipelineläggningsfartyg en kran för tunga lyft och utrustning för att lägga rör mellan anordningar under vattnet. Metoder har utvecklats för att lägga rör på djup ner till 2.500 meter.
Pipelineläggningsfartyg kan vara av olika typ, inklusive pråmar, ombyggda bulklastfartyg och specialbyggda fartyg. De kan ha eller inte ha eget framdrivningsmaskineri. Själva röret kan sammansättas på havet genom att svetsa samman rörlängder på pipelineläggningsfartyget i samband med rörläggningen, eller så kan rörlängderna sättas samman på land och fraktas ut som långa sektioner för att läggas på havsbotten.
Utvecklingen av konsten att lägga rör för vätskor på sjöbotten började på 1940-talet i Storbritannien inom ett krigstida projekt som hade kodnamnet "Operation Pluto". Sommaren 1944 lindades rör med diametern 3 inches (omkring 76 millimeter), som svetsats samman med elsvets, runt flytande tunnor. En ända fastsattes vid en terminal, medan tunnorna bogserades över Engelska kanalen samtidigt som rören lindades upp. På detta sätt säkrades en förbindelse mellan bränsledepåer i Storbritannien och fördelningsplatser på den europeiska kontinenten för understödja framryckningen av de allierade under andra världskriget i Europa efter Operation Overlord.
Därefter dröjde vidare utveckling tills på 1960-talet, då förnyad teknikutveckling skedde i USA. Det första kända kommersiella pipelineläggningsfartyget, en pråm, kom till användning 1961 i Mexikanska bukten. 

## Exempel
- Solitaire, ombyggnad 1992 till pipelineläggningsfartyg av ett bulklastfartyg från 1972
- Deep Energy, byggd 2013 av Westcon Yards på Florø i Norge för Technip FMC

## Bildgalleri

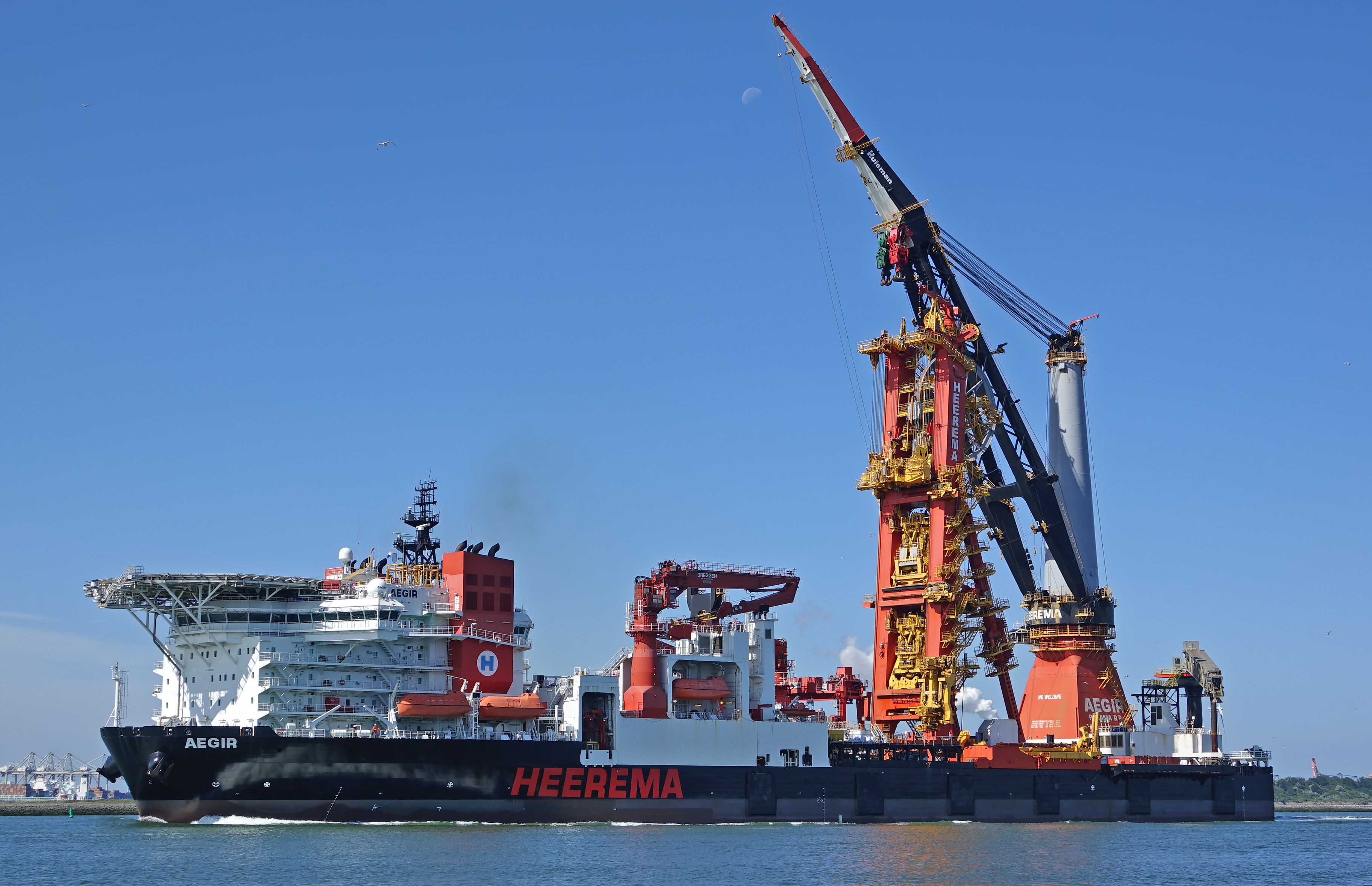
DCV Aegir, ägd av Heerema Marine Contractors
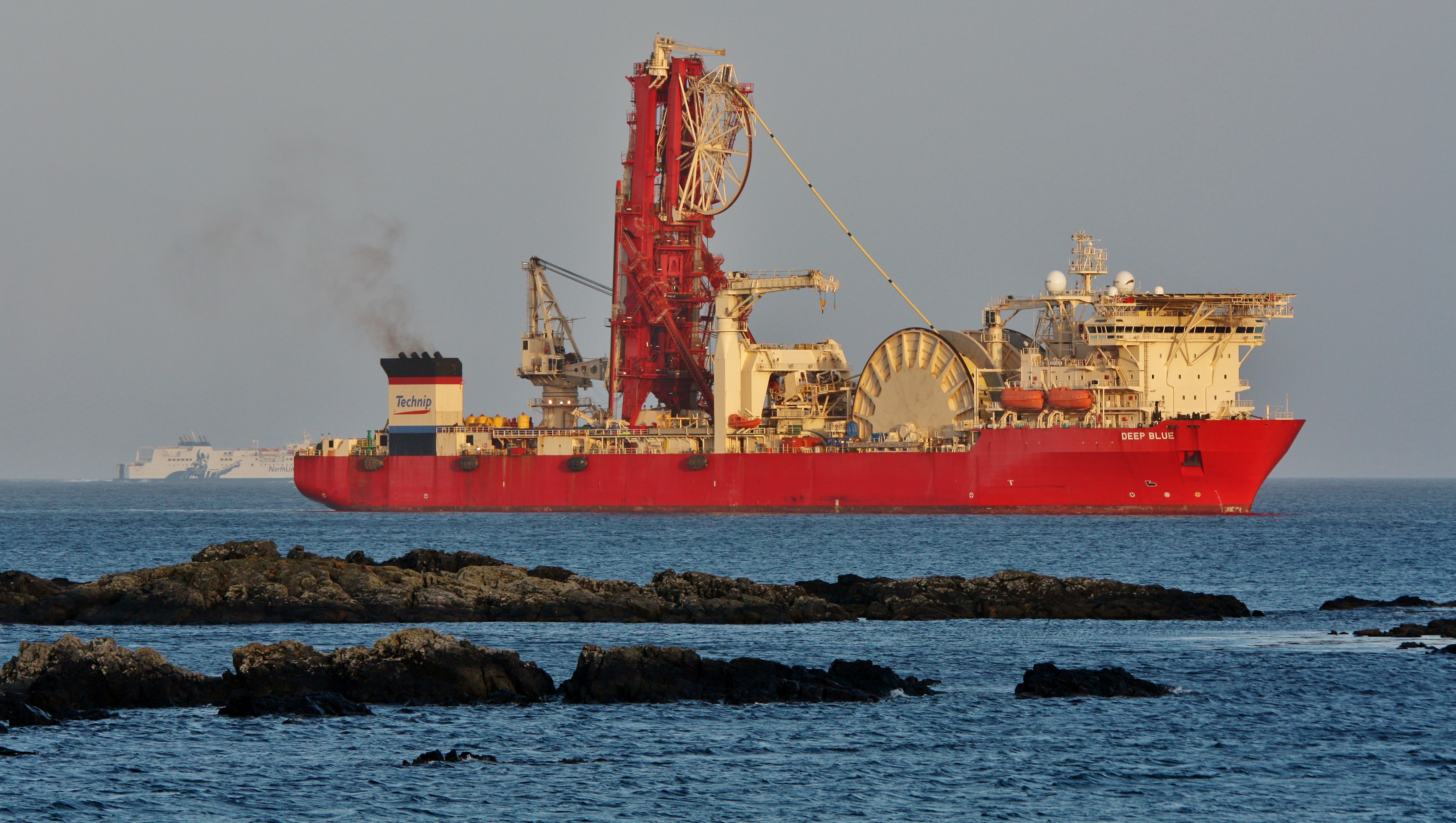
Deep Blue, ägd av Technip FMC
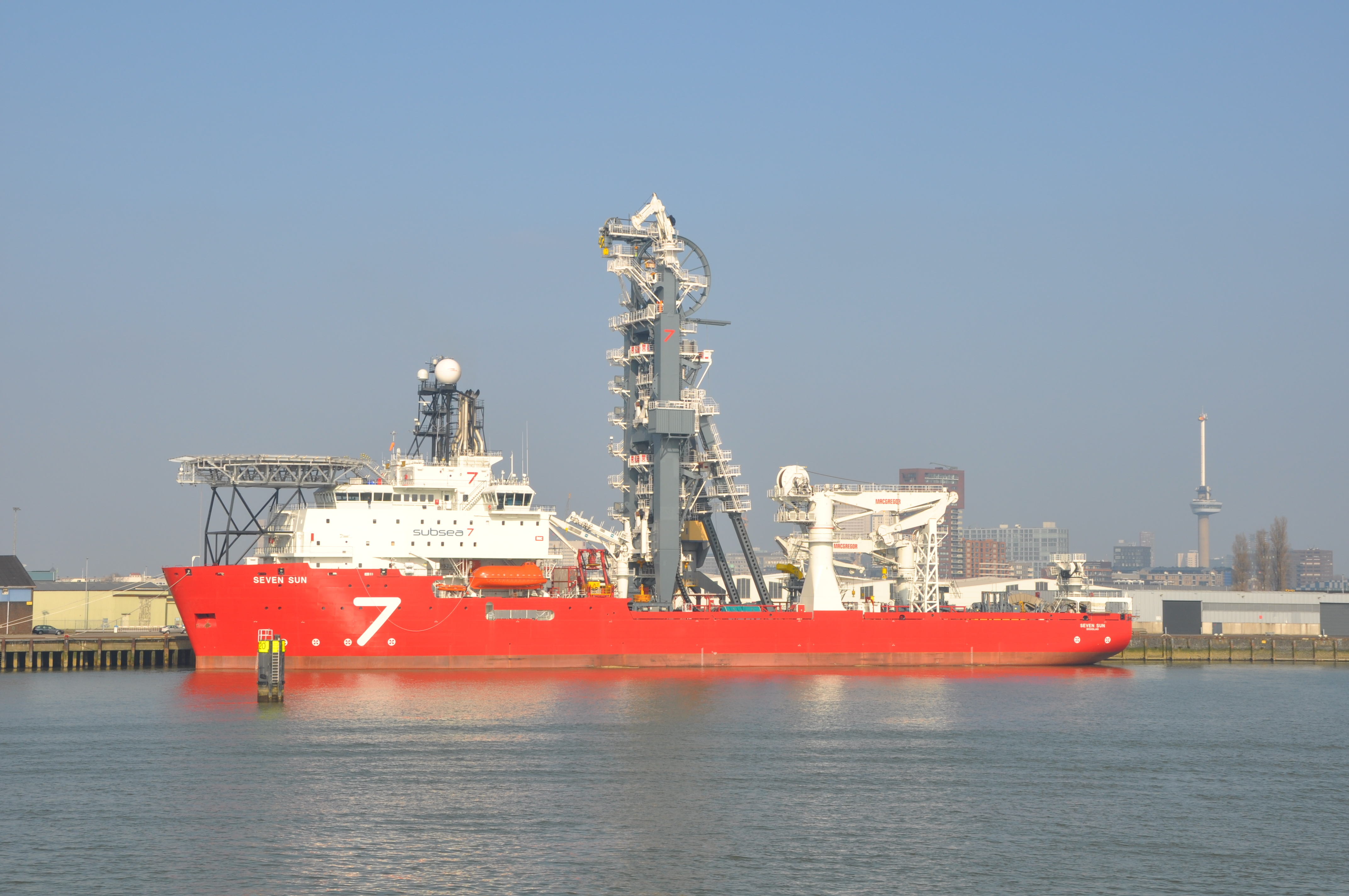
Seven Sun, ägd av brittisk-luxemburgska Subsea 7